# (30971) 1995 DJ
(30971) 1995 DJ est un astéroïde de la ceinture principale d'astéroïdes découvert en 1995.

## Description
(30971) 1995 DJ a été découvert le 21 février 1995 à l'observatoire astronomique d'Ōizumi, situé à Ōizumi, dans la préfecture de Gunma, au Japon, par Takao Kobayashi.

### Caractéristiques orbitales
L'orbite de cet astéroïde est caractérisée par un demi-grand axe de 2,44 ua, un périhélie de 1,75 ua, une excentricité de 0,28 et une inclinaison de 7,80° par rapport à l'écliptique. Du fait de ces caractéristiques, à savoir un demi-grand axe compris entre 2 et 3,2 ua et un périhélie supérieur à 1,666 ua, il est classé, selon la JPL Small-Body Database, comme objet de la ceinture principale d'astéroïdes.

### Caractéristiques physiques
(30971) 1995 DJ a une magnitude absolue (H) de 14,0 et un albédo estimé à 0,393.